# Electro Hippies
Electro Hippies fue una banda de grindcore/crust punk formada en Liverpool, Reino Unido en 1985.
Aunque siempre se mantuvieron "underground" durante toda su carrera, su música influenció a muchas bandas futuras de crust punk y hardcore punk. Tocaron también lo que pronto sería el Grindcore (Napalm Death serían los innovadores de ese género en el futuro). La banda usaba bajos para crear un buen sonido. La banda aplicó seriamente el D.I.Y. (do it yourself/hazlo tú mismo) que era muy común entre las bandas de crust punk. Las letras de la banda hablaban sobre los derechos de los animales y vegetarianismo. En cada LP criticaban a la corporación McDonalds (Algunas canciones como "Run Ronald" y "Scum" dirigían insultos a McDonalds).
Los Electro Hippies fueron más conocidos por haber tenido a Jeffrey Walker (guitarra, vocales) quien después se uniría a la banda de Goregrind Carcass. Cuando Jeff se unió a Carcass por tiempo completo, Simon Jiell (batería), Bruno Revier (bajo), y Leo Kottke (guitarra) se hicieron cargo de la vocalización en la banda. Eventualmente, la banda se separó en 1989 lanzando su último concierto como álbum póstumo.

## Discografía
- Play Fast or Die, 12" (Necrosis Records, 1986).
- Electro Hippies / Generic, split LP grabado en 1986 (Flat earth, 1987).
- The only good punk...is a dead one, LP (Peaceville, 1987).
- 4 temas en el LP recopilatorio A vile peace (Peaceville, 1987).
- The Peel sessions, EP 12" (Strange fruit, 1987).
- 2 temas en el LP recopilatorio Hiatus (Peaceville, 1988).
- Live, LP (Peaceville, 1989)